# 303 до н. е.

## Події
- закінчилася війна Селевка I Нікатора з Маур'ями
- Похід Клеоніма до Південної Італії

## Померли
- Полісперхон — діадох.